# Xenoscapa fistulosa
Xenoscapa fistulosa là một loài thực vật có hoa trong họ Diên vĩ. Loài này được (Spreng. ex Klatt) Goldblatt & J.C.Manning miêu tả khoa học đầu tiên năm 1995.